# 모리스 도를레아크
모리스 도를레아크(프랑스어: Maurice Dorléac, 1901년 3월 26일 ~ 1979년 12월 5일)은 프랑스의 배우, 성우이다.

## 참여 작품
- 에스트라파드 거리
- 그랑 부프